# جامعة كيسمايو
جامعة كيسمايو جامعة خاصة تقع في مدينة كيسمايو ثالث أكبر مدينة في الصومال.

## خلفية تاريخية
تعرض القطاع التعليمي للانهيار بعد انهيار الحكومة المركزية الصومالية عام 1991، ما تسبب في هجرة المثقفين الصوماليين من البلاد.
بعد مرور سنين على الحرب الأهلية سعى مثقفون صوماليون إلى إنشاء تعليم أهلي لتلبية الحاجات المجتمعية، وأعقب ذلك انتشار المدارس الابتدائية والإعدادية، ثم الجامعات، وكان من تلك الجهود تأسيس جامعة كيسمايو في مدينة كيسمايو الساحلية لتكون أول جامعة تُنشأ في ولاية جوبالاند جنوب الصومال في أغسطس عام 2005.
وأنشأت الكليات منذ ذلك الوقت أكثر من 20 كلية وبرامج تعليمية في التعليم العالي.
أنشأت الجامعة الحرم الجامعي الرئيسي شمال كيسمايو، بجوار مطار كيسمايو في عام 2009.

## الحوكمة والإدارة
تتكون هيئات الإدارة العليا للجامعة من:
- مجلس الأمناء
- مجلس الشيوخ بالجامعة
- المجلس الأكاديمي
- مجلس العمليات
- مجلس التنمية

## الكليات
للجامعة خمس كليات رئيسية هي:
- كلية الاقتصاد والإدارة
  - بكالوريوس في إدارة الأعمال
  - بكالوريوس محاسبة
  - بكالوريوس إدارة عامة
- كلية الحاسوب
  - بكالوريوس في علوم الحاسوب
  - بكالوريوس في تكنولوجيا المعلومات
- كلية الطب والعلوم الصحية
  - بكالوريوس تمريض عام
  - بكالوريوس الطب والعلوم الصحية
  - بكالوريوس في الصحة العامة
- كلية الشريعة والقانون
  - بكالوريوس في الفقه
  - بكالوريوس في أصول الفقه
  - بكالوريوس في الكتاب والسنة
  - بكالوريوس في القانون
- كلية التربية
  - بكالوريوس دراسات إسلامية ولغة عربية
  - بكالوريوس في العلوم الاجتماعية (التاريخ / الجغرافيا)
  - بكالوريوس العلوم (الأحياء/ الكيمياء والرياضيات / الفيزياء)

## العضويات
- شبكة البحث والتعليم الصومالية (SomaliREN) [13]
- اتحاد الجامعات الأفريقية (AAU)
- شبكة البحث والتعليم العربية (ASREN)
- اتحاد الجامعات الصومالية[14]

## الشراكه
- جامعة كينياتا، كينيا [15]
- جامعة ماكيريري، أوغندا
- الجامعة الإسلامية في أوغندا
- جامعة كمبالا، أوغندا

## الاعتماد الاكاديمي
جامعة كيسمايو مسجلة كمؤسسة تعليم عالي خاصة غير ربحية تابعة لوزارة التربية والتعليم في الصومال.